# ميناء السن
ميناء الأسنان (ملاحظة 1) هو الجزء الأكثر صلابة في جسم الإنسان والأكثر تمعدناً (يحتوي على نسبة معادن عالية جداً)، ويُشكَل بالإضافة للعاج واللُب والملاط الأنسجة الأربعة الرئيسية المكوِنة للأسنان في الفقاريات. يكون اللون الطبيعي للميناء أبيض مائلاً إلى الصُفرة التي يزداد وضوحها مع التقدم بالعمر. ويعود السبب في ظهور اللون الأصفر إلى شفافية الميناء فهذا النسيج هو نسيج شبه شفاف يسمح بمرور الضوء إلى ما تحته وهو العاج الذي يكون لونه أصفر عادة، مما يعطي المظهر الأصفر للميناء. وتعمل الميناء كحاجز لحماية الأسنان ولكنها يمكن أن تصبح عرضة للتحلل، خاصةً بسبب الأحماض الآتية من الطعام والشراب. يقوي الكالسيوم ميناء الأسنان. في حالات نادرة يفشل الميناء في التكُوّن، تاركاً وراءه العاج الأساسي مكشوفاً على السطح.

## الخصائص
تُعد الميناء الجزء السطحي من السن والذي نراه دائماً عندما نراقب أشخاصاً يتكلمون أو يبتسمون، وبهذا فإن العاج يلعب دوراً مهماً في دعم وحماية الميناء. تُشَكّل المعادن ما نسبته 96% من الميناء، بينما تُشَكّل جزيئات الماء والمواد العضوية النسبة المتبقية. المعدن الأساسي الذي يدخل في تركيب الميناء هو هيدروكسيلاباتيت (hydroxylapatite)، وهذا المعدن بالذات نسبة وجوده العالية هي المسئولة عن قوة الميناء وهشاشتها. يتكون الميناء على السن بينما ينمو السن داخل عظم الفك قبل أن يندلع في الفم. بمجرد أن يتشكل الميناء بالكامل ، لا يحتوي على أوعية دموية أو أعصاب ، ولا يتكون من خلايا. يمكن لإعادة معادن الأسنان إصلاح الأضرار التي لحقت بالسن إلى درجة معينة ولكن الضرر الذي يتجاوز ذلك لا يمكن إصلاحه من قِبل الجسم. يُعد الحفاظ على ميناء الأسنان البشرية وإصلاحها أحد الاهتمامات الأساسية لطب الأسنان.تكون سماكة الميناء عند حَدبات الأسنان كبيرة جداً (2.5 مم) مقارنةً بالسماكة عند نقطة الاتصال بين الميناء والملاط (CEJ- cementoenamel junction).
يختلف اللون الطبيعي للميناء من الأصفر الفاتح إلى الرمادي (المزرق) الأبيض. عند حواف الأسنان حيث لا يوجد عاج أسفل الميناء، يكون للون أحياناً مظهر أزرق أو شبه أبيض شفاف، يمكن ملاحظته بسهولة على القواطع العلوية. نظراً لأن الميناء شبه شفافة، فإن لون العاج وأي مادة تحت الميناء تؤثر بشدة على مظهر السن. يتميز ميناء الأسنان الأولية بشكل بلوري أكثر تعتيماً وبالتالي يبدو أكثر بياضاً من الأسنان الدائمة.
وبالعودة إلى مقياس موس لصلابة المواد نجد أن الميناء تُصنف في المرتبة الخامسة من حيث القوة، بينما يحتل العاج التصنيف بين الثالث والرابع وهذا يوفر الدعم الكافي لحماية الميناء.
على عكس العظام أو العاج، وبدلاً من أن يحتوي الميناء على الكولاجين فإنه يحتوي على نوعين من البروتينات هما أميلوجينين: (amelogenin)، إيناملين: (enamelin). وفي الحقيقة دور هذين النوعين من البروتينات لم يُعرف بعد.

## التركيب
تُسمى الوحدة الأساسية المكوّنة للميناء العصي (enamel rod)، هذه العصا هي عبارة عن جزيئات من الهيدروكسيلاباتيت (كريستال) المجموعة مع بعضها بإحكام وبانتظام شديدين. وهذا التنظيم يظهر في المقاطع العرضية على شكل ثقب المفتاح، حيث يكون أعلى هذه الثقب باتجاه التاج والذيل باتجاه الجذر، وتظهر الكريستال في الأعلى (head) بشكل موازٍ لمحور العصا، بينما تكون في منطقة الذيل(tail) منحرفة قليلاً عن هذا المحور.
تنتظم العصي عند تكوين الميناء في شكل صفوف متعامدة مع العاج الذي يقع تحتها، وفهم هذا الترتيب مهم جداً في الاستعاضات السنّية، لأنه يوفر الدعم الأكبر للميناء، ويحميها من التعرض لخطر الكسر.
عند قطع السن بشكل عرضي ووضعه تحت المجهر تظهر خطوط دائرية تسمى.(Striae of Retzius) وهي خطوط تبين خط نمو الميناء واتجاهه (هي شبيهة جداً بالخطوط الدائرية التي تظهر في المقاطع العرضية لجذوع الأشجار).ويستطيع أطباء الأسنان التفريق بين نوعين من هذه الخطوط؛أحدها يدل على الميناء المكوَنة يومياً والآخر يدل على الميناء المكوَنة أسبوعياً، ويكون لهذين النوعين اتجاهين مختلفين. أحد هذه الخطوط والذي يكون ظاهراً بشكل مُلفت يُشكل نقطة الفصل بين الميناء المكوَنة قبل الولادة والميناء المكوَنة بعد الولادة ؛هذا الخط يُسمى (Neonatal line).

## النمو والتطور

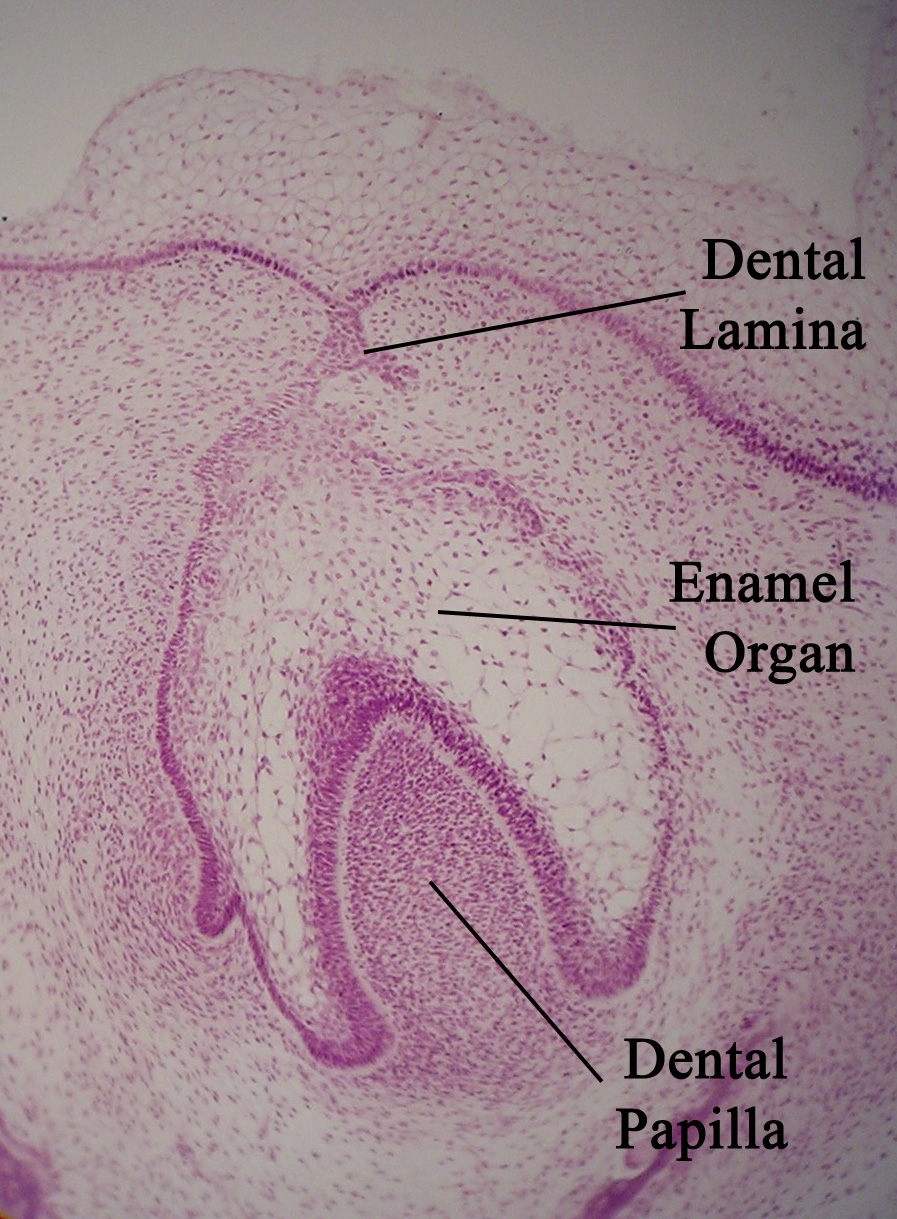
صورة تظهر سن في مراحل التطور، حيث يكون الفم في المساحة الموجودة في أعلى الصورة

حتى نفهم العملية التي تنتج من خلالها الميناء لابد لنا من فهم العملية الكاملة التي تؤدي إلى نمو السن بشكل عام (tooth development). عند عرض أنسجة الأسنان التي ما زالت تمر بمرحلة النمو، يمكن مشاهدة عدة مجموعات من المكونات الأساسية، مثل الجزء المكوّن للميناء (enamel organ) والصفيحة السنية (dental lamina)والحَلمة السنية (dental papilla). أما المراحل المُتفق عليها عالمياً لنمو السن فهي :
- المرحلة البرعُمية (bud stage)
- المرحلة القَبعية (cap stage)
- المرحلة الجَرسية (bell stage)
- المرحلة التاجية (crown stage).

تبدأ عملية تكوين الميناء أو ما يُسمى (Amelogenesis) مباشرةً بعد البدء في تكوين العاج. أي أن النسيج الذي يتكون أولاً هو العاج ثم يُحفز وجود العاج نمو خلايا خاصة تؤدي إلى البدء في تكوين الميناء. وتبدأ هذه العملية ما بين الشهر الثالث والشهر الرابع من الحمل عند المواقع المستقبلية للحَدبات، وتكون نسبة تكوين الميناء حوالي 4 (ميكرومتر/يوم). ومع أن عملية تكوين الميناء هي عملية معقدة جداً وتتضمن العديد من التغييرات، إلا أنه تم تقسيم هذه العملية إلى مرحلتين لتسهيل دراستها، وهاتين المرحلتين هما؛ مرحلة الإفراز (أو تكوين الميناء البدائية) حيث تكون الميناء في هذه المرحلة مكوَنة من مجموعة من البروتينات والنسيج العضوي الذي يُسمى ميناء متمعدنة جزئياً. أما المرحلة الثانية فهي مرحلة النضوج، حيث تبدأ نسبة المعادن بالازدياد على حساب نسبة المواد العضوية.

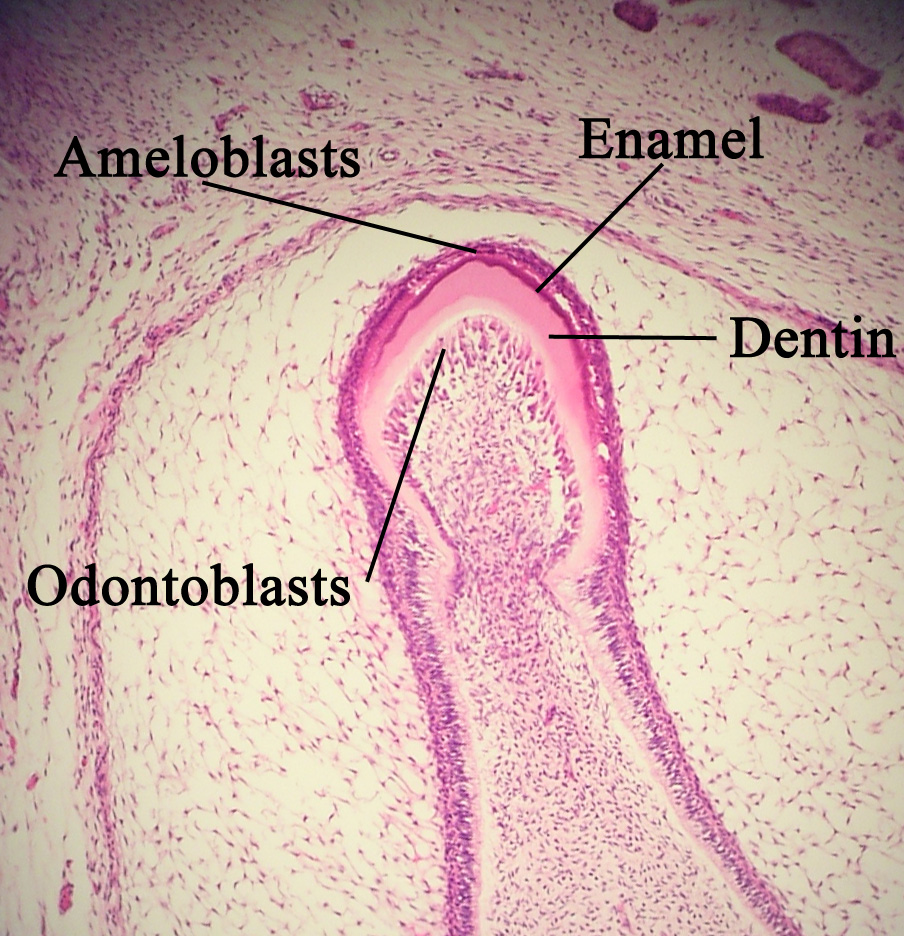
صورة توضح عملية تكوين الميناء

- المرحلة الإفرازية(Secretory stage): تكون الخلايا المفرِزة للميناء والتي تُسمى (Ameloblasts) خلايا عمودية مستقطِبة، حيث يتم في الشبكة إندوبلازمية الخشنة لهذه الخلايا إفراز البروتينات إلى المنطقة المحيطة للمشاركة في تكوين ما يُسمى بشبكة الميناء (enamel matrix).والتي يتم معدنتها عن طريق بروتين متخصص يُدعى الكالين فوسفتاز (alkaline phosphatase).[20]
- مرحلة النضوج (Maturation stage):في هذه المرحلة تتحول وظيفة ال (Ameloblasts) من إفراز الميناء إلى النقل، ويتم التعرف إلى هذه المرحلة بظهور الحواف المتعرجة (ruffled border) للخلايا المفرِزة للميناء (Ameloblasts). وعند ظهور هذه الحواف فإن هذا يعني تحول وظيفة الخلايا من الإفراز إلى النقل. وتُشكل البروتينات التي تدخل في عمليات التمعدن النهائية للميناء المواد الرئيسية التي يتم نقلها.(هذه البروتينات هي amelogenins, ameloblastins, enamelins, and tuftelins).[21] وبنهاية هذه المرحلة تكون نسبة المعادن في طبقة الميناء قد وصلت النسبة الطبيعية (96%).

في مرحلة ما قبل أن يبرُز السن وبعد مرحلة النضوج تختفي الخلايا المفرِزة للميناء (Ameloblasts)، وهذا هو السبب وراء عدم قدرة هذا النسيج على التجدد عند التعرض للإصابات أو الحفر أو النخر. حتى باستخدام أكثر الإجراءات الطبية تطوراً. وهذا من الأمور التي تدفع أطباء الأسنان إلى الاهتمام كثيراً بهذه الطبقة وبحمايتها. حتى لا تُفقد وبالتالي يتم اللجوء إلى استخدام التعويضات السنّية التي لا تُعوض طبقة الميناء القديمة التي تعرضت للضرر.

## فقدان الميناء
نظراً للمحتوى المعدني العالي للميناء، والذي يجعل هذا النسيج هو الأصعب في جسم الإنسان، يجعله أيضاً عرضة لفقدان المعادن والتي تظهر غالباً على شكل تسوس الأسنان، والمعروف أيضاً باسم التجاويف. تحدث هذه العملية لعدة أسباب، ومن أهم الأسباب لتسوس الأسنان هو تناول الكربوهيدرات القابلة للتخمّر. تنتج تجاويف الأسنان عندما تُذوّب الأحماض ميناء الأسنان: وتُفقد الميناء أيضاً من خلال تآكل الأسنان وحدوث كسور في الميناء.
تلعب السكريات والأحماض من الحلوى والمشروبات الغازية وعصائر الفاكهة دوراً مهماً في تسوس الأسنان، وبالتالي في تدمير الميناء. يحتوي الفم على عدد كبير ومتنوع من البكتيريا، وعندما يُغلف السكروز، وهو أكثر أنواع السكريات شيوعاً، سطح الفم، تتفاعل معه بعض البكتيريا الموجودة داخل الفم وتُشكل حمض اللاكتيك، مما يُقلل من درجة الحموضة في الفم. من المقبول عموماً أن يكون الرقم الهيدروجيني لميناء الأسنان هو 5.5.

## إجراءات طب الأسنان

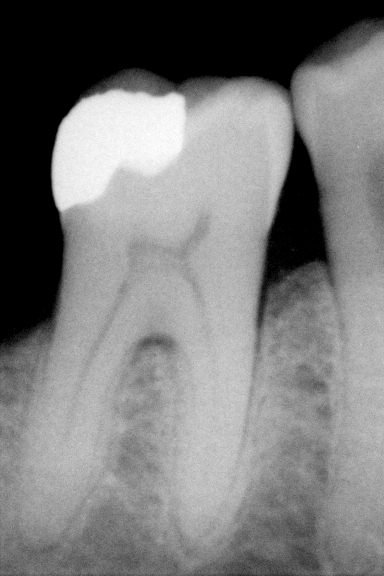
الاشعة السينية تظهر الميناء

### ترميم الأسنان
معظم ترميم الأسنان تنطوي على إزالة الميناء. في كثير من الأحيان ، والغرض من إزالتها هو الوصول إلى الاضمحلال الكامن في العاج أو التهاب في اللب. هذا هو الحال عادة في عمليات استعادة المَلغم والعلاج اللبي. ومع ذلك، يمكن إزالة الميناء في بعض الأحيان قبل أن يكون هناك أي تسوس . المثال الأكثر شعبية هو مانع الأسنان. في الماضي ، كانت عملية وضع مانعات الفم الأسنان تنطوي على إزالة الميناء في الشقوق العميقة والآخاد من الأسنان ، تليها استبداله بمادة تعالجه. في الوقت الحاضر، هو أكثر شيوعاً لإزالة الميناء المتحللة فقط إذا كان موجوداً.
على الرغم من هذا، لا تزال هناك حالات حيث تتم إزالة التصدعات العميقة والأخاصد في الميناء من أجل منع الاضمحلال، وقد يتم وضع تسرب أو لا اعتماداً على الوضع. تعتبر المتسربات فريدة من نوعها من حيث أنها عمليات استعادة وقائية للحماية من الاضمحلال في المستقبل ، وقد ثبت أنها تقلل من خطر الاضمحلال بنسبة 55 ٪ على مدى 7 سنوات.
التجميل هو سبب آخر لإزالة الميناء. إزالة الميناء ضروري عند وضع التقويم والقشرة لتعزيز مظهر الأسنان.

### تبييض الأسنان
هذه المقالة تتحدث عن تبيض الأسنان بشكل مُفصل: تبييض الأسنان
يمكن أن يحدث تغيّر لون الأسنان بمرور الوقت نتيجة التعرض لمواد مثل التبغ والقهوة والشاي. يحدث التلطيخ في المنطقة البينية داخلياً على الميناء، مما يؤدي إلى ظهور الأسنان أكثر قتامة أو أكثر اصفراراً بشكل عام. في حالة مثالية، الميناء عديم اللون، لكنه لا يعكس بنية الأسنان الكامنة مع بقعه منذ خصائص انعكاس الضوء من الأسنان منخفضة.
تبييض الأسنان أو إجراءات تبييض الأسنان محاولة لتخفيف لون الأسنان في أي من طريقتين: عن الطريقة الكيميائية أو الميكانيكية العمل. يعمل كيميائياً، ويستخدم عامل التبييض لتنفيذ رد فعل الأكسدة في الميناء والعجين. العوامل الأكثر شيوعاً لتغيير جوهري لون الأسنان هي بيروكسيد الهيدروجين و بيروكسيد الكاربيد. الأكسجين الجذور من بيروكسيد في وكلاء تبييض الاتصال البقع في المساحات داخل طبقة الميناء. عندما يحدث هذا، سيتم تبييض البقع والأسنان تظهر الآن أخف وزناً في اللون. الأسنان لا تظهر فقط أكثر بياضاً ولكن أيضاً تعكس الضوء في زيادة كميات، مما يجعل الأسنان تبدو أكثر إشراقاً كذلك. تُظهر الدراسات أن التبييض لا يُنتج أي تغييرات في الأنسجة السِنّية .
تُشير الدراسات إلى أن المرضى الذين يبيضون أسنانهم يهتمون بها بشكل أفضل. ومع ذلك، يمكن أن يُعرّض منتج تبييض الأسنان مع انخفاض إجمالي الأسي والاتصال الميناء لخطر التسوس أو التدمير عن طريق إزالة الألغام. وبالتالي، ينبغي توخي الحذر وتقييم المخاطر عند اختيار المنتج الذي هو حمضي جداً. يعمل تبييض الأسنان في معجون الأسنان من خلال إجراء ميكانيكي. لديهم جَلخ خفيف الذي يساعد في إزالة البقع على الميناء. على الرغم من أن هذا يمكن أن يكون وسيلة فعالة، فإنه لا يغير اللون الجوهري للأسنان. تقنيات الإخراج الدقيق (Microabrasion) استخدام كلا الأسلوبين. يُستخدم حمض أولاً لإضعاف 22-27 ميكرومتر الخارجي من الميناء من أجل إضعافه بما فيه الكفاية للقوة الكاشطة اللاحقة. وهذا يسمح بإزالة البقع السطحية في الميناء. إذا كان لون أعمق أو في العاج، وهذا الأسلوب من تبييض الأسنان لن يكون ناجح.

## هوامش
- ملاحظة 1 المرادفات: الميناء[27][4][28][5][29] أو ميناء السن[30] أو المينا[31] أو مينا الأسنان[28][32] أو مينا السن[33]